# Stamboom Xavier van Bourbon-Parma (1889-1977)
| Stamboom Xavier van Bourbon-Parma (1889-1977)                                                    | Stamboom Xavier van Bourbon-Parma (1889-1977)                                                                                    | Stamboom Xavier van Bourbon-Parma (1889-1977)                                                                                    |
| ------------------------------------------------------------------------------------------------ | --- | --- |
| Grootouders                                                                                      | Karel van Bourbon-Parma (1823-1854) Karel III van Parma x Louise Maria van Frankrijk                                             | Michael van Braganza (1802-1866) Michael I van Portugal x 1851 Adelheid van Löwenstein-Wertheim-Rosenberg (1831-1909)            |
| Ouders                                                                                           | Robert van Bourbon-Parma (1848-1907) Robert I van Parma x 1884 Maria Antonia van Braganza (1862-1959) Maria Antonia van Portugal | Robert van Bourbon-Parma (1848-1907) Robert I van Parma x 1884 Maria Antonia van Braganza (1862-1959) Maria Antonia van Portugal |
| Xavier van Bourbon-Parma (1889-1977) x 1927 Marie Madeleine Yvonne de Bourbon-Busset (1898-1984) | | |
| Kinderen                                                                                         | Carel Hugo van Bourbon-Parma (1930-2010) x 1964 Irene van Oranje-Nassau (1939)                                                   | Carel Hugo van Bourbon-Parma (1930-2010) x 1964 Irene van Oranje-Nassau (1939)                                                   |
| Kleinkinderen                                                                                    | Carlos (1970) Margarita (1972) Jaime (1972) Carolina (1974)                                                                      | Carlos (1970) Margarita (1972) Jaime (1972) Carolina (1974)                                                                      |